# Socket F
El Socket F es un zócalo para procesadores diseñado por AMD para su línea Opteron,lanzada el 15 de agosto de 2006. En 2010, el Socket F fue reemplazado por el Socket C32 para servidores de gama de entrada y por el Socket G34 para servidores de gama alta.

## Especificaciones técnicas

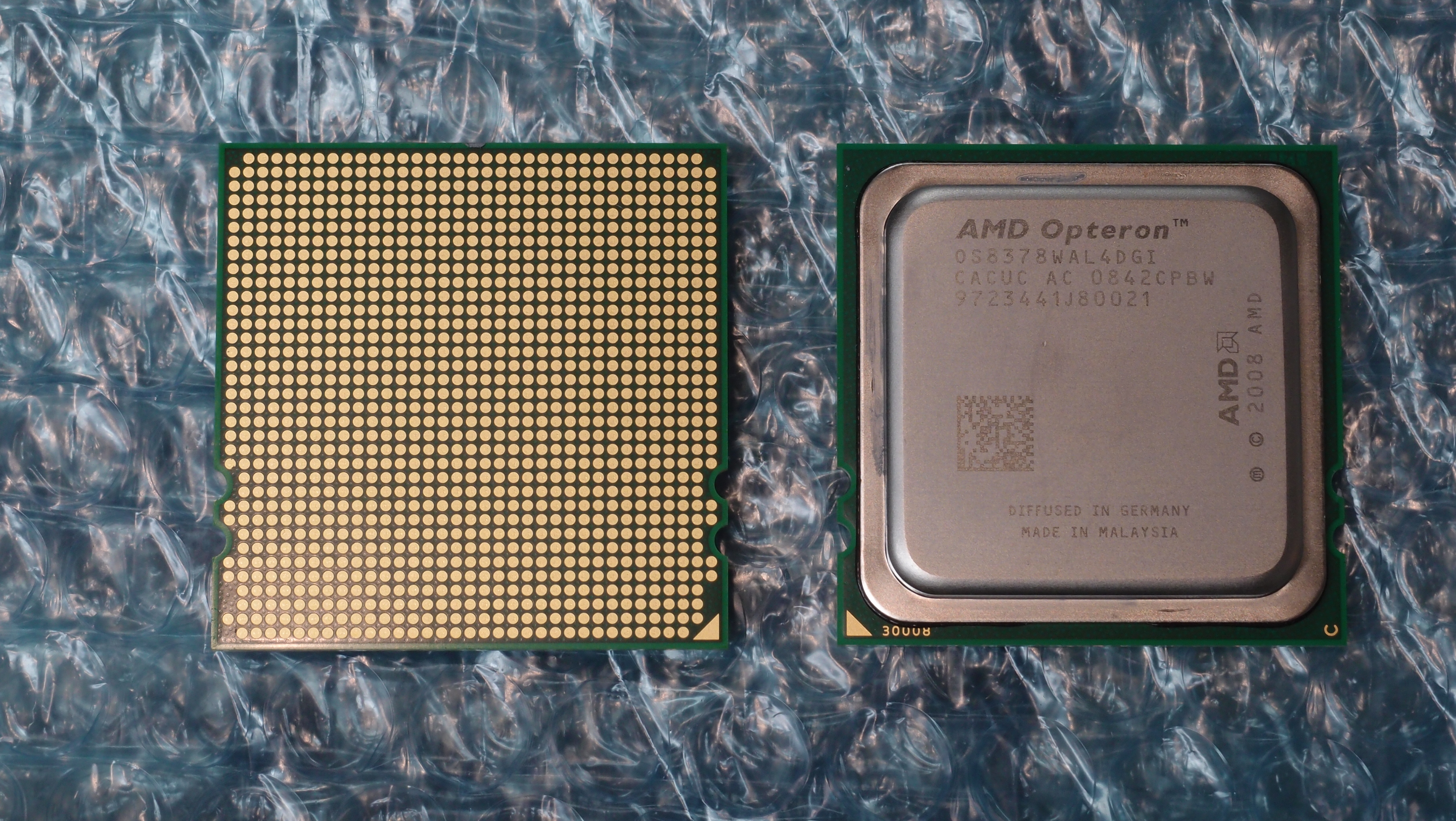
Un procesdor AMD Opteron 8378 (Socket F)

El zócalo tiene 1207 pines con una distancia de 1.1 mm entre los pines y emplea un mecanismo de contacto del tipo LGA.
El Socket F se utiliza principalmente en la línea de CPU para servidores de AMD, y se considera como un zócalo de la misma generación del Socket AM2 y el Socket S1; el primero se usa en los CPUs Athlon 64 y Athlon 64 X2 y el último en la línea Turion 64 y Turion 64 X2. Todos estos tienen soporte para memoria DDR2.

## AMD Quad FX
El Socket F es la base para la plataforma Quad FX (conocida antes de su lanzamiento como "4x4"), liberada por AMD el 30 de noviembre de 2006. Esta versión modificada del Socket F, llamada Socket 1207 FX por AMD, y Socket L1 por nVIDIA, se basa en una plataforma de doble socket, que permite usar dos procesadores de doble núcleo (cuatro núcleos efectivos) en PC de escritorio para entusiastas.